# حصن قلعة الزبير
حصن قلعة الزبير هو حصن بناه اليهود في خيبر شمال المدينة المنورة، وانتهى باستيلاء المسلمين عليه في غزوة خيبر.

## غزوة خيبر
بعد فتح حصن ناعم وحصن الصعب بن معاذ، تحول اليهود من كل حصون النَّطَاة إلى قلعة الزبير، وهو حصن منيع في رأس قلة لا تقدر عليه الخيل والرجال لصعوبته وامتناعه، ففرض عليه رسول الله الحصار، وأقام محاصرًا ثلاثة أيام، فجاء رجل من اليهود وقال: يا أبا القاسم، إنك لو أقمت شهرًا ما بالوا، إن لهم شرابًا وعيونًا تحت الأرض، يخرجون بالليل ويشربون منها، ثم يرجعون إلى قلعتهم فيمتنعون منك، فإن قطعت مشربهم عليهم أصحروا لك. فقطع ماءهم عليهم، فخرجوا فقاتلوا أشد القتال، قتل فيه نفر من المسلمين، وأصيب نحو العشرة من اليهود، وافتتحه رسول الله.